# ファンファーレと熱狂 (お笑いコンビ)
ファンファーレと熱狂（ファンファーレとねっきょう）は、吉本興業（大阪本社）所属のお笑いコンビ。2018年結成。NSC大阪校41期生。

## メンバー
こうちゃん（1995年4月17日 - ）（30歳）
- 本名は岡本 航侑（おかもと こうすけ）[1]。
- ボケ担当、立ち位置は向かって左。
- 身長：179 cm、体重：71 kg。
- 兵庫県宝塚市出身。兵庫県立宝塚北高等学校、信州大学工学部環境機能工学科卒業[2]。大学在学中は長野県に住んでおり、アイスホッケー部に入っていた[3]。
- 赤坊主をトレードマークにしていたが、2024年4月から黒髪へ戻している。
- 妹がいる。妹はミス・ユニバース・ジャパンセミファイナリスト[4]。
- 父はトライアスロン日本代表。母はエアロビ講師。
- 例えば炎とは中学の同級生である。
- 芸人になりたかったが親の理解が得られず、就活し内定を貰うが、今が自分のやりたい事をする最後のチャンスだと奮い立ち、内定辞退。親には、全て落ちたから芸人しかやることがないと説明した。

奥 慎太郎（おく しんたろう、1993年1月6日 - ）（32歳）
- ツッコミ担当、立ち位置は向かって右。
- 身長：175 cm、体重：70 kg。
- 大阪府岸和田市出身。大阪体育大学卒業。
- 高校と大学ではサッカー部に所属し、高校在学中は大阪高体連年間優秀選手に選ばれたことがある。その経験を活かし、サッカー選手例えを得意とする。
- 芸人になる前は3年間高校の体育教師をしていた。

## 来歴
NSC大阪校41期出身同士によってコンビ結成。
コンビ名の由来は、ロックバンドandymoriの2ndアルバムのタイトル『ファンファーレと熱狂』。同アルバムの1曲目に収録されている「1984」のサビでもある。

## 受賞歴・賞レース成績

### M-1グランプリ
| 年（回）         | 結果      | エントリー No. | 会場                                   | 日時     | 備考                            |
| ---------------- | --------- | -------------- | -------------------------------------- | -------- | ------------------------------- |
| 2018年（第14回） | 2回戦進出 | 458            | 【大阪】大丸心斎橋劇場                 | 10月13日 | NSC在校中にアマチュアとして出場 |
| 2019年（第15回） | 2回戦進出 | 1244           | 【大阪】朝日生命ホール                 | 10月9日  |                                 |
| 2020年（第16回） | 2回戦進出 | 1619           | 【大阪】よしもと漫才劇場               | 10月27日 |                                 |
| 2021年（第17回） | 2回戦進出 | 1916           | 【東京】雷5656会館ときわホール         | 10月20日 |                                 |
| 2022年（第18回） | 3回戦進出 | 2855           | 【大阪】よしもと漫才劇場               | 10月24日 |                                 |
| 2023年（第19回） | 3回戦進出 | 3108           | 【大阪】よしもと漫才劇場               | 10月31日 |                                 |
| 2024年（第20回） | 3回戦進出 | 3751           | 【大阪】COOL JAPAN PARK OSAKA TTホール | 10月29日 |                                 |

- 2021年 第22回新人お笑い尼崎大賞（漫才・コント等の部）優秀賞受賞、観客賞受賞
- 2021年 第11回ytv漫才新人賞選考会 ROUND1第12位、ROUND2第12位
- 2022年 第52回NHK上方漫才コンテスト 決勝進出
- 2022年 第43回ABCお笑いグランプリ 最終予選進出
- UNDER5 AWARD2023 - 準決勝進出
- 第41回今宮子供えびすマンザイ新人コンクール - 福娘大賞[6]

## 出演

### テレビ
- キクテレミルラジ265（BSよしもと、2024年4月4日 - 6月27日）- 木曜2部MC

### ラジオ
- ファンファーレくんと熱狂ちゃん（FM宝塚、2023年4月5日 - ）- パーソナリティ
- ファンファーレと熱狂のラジオな奴ら（KBSラジオ、2025年4月5日 - ）- パーソナリティ[7]

## 単独ライブ
- ピーキーな奴ら（2022年2月19日、よしもと漫才劇場）
- ヒーローな奴ら（2022年7月9日、よしもと漫才劇場）
- ピースな奴ら（2024年9月29日、よしもと漫才劇場）